# كينوما (ميزوري)
كينوما (بالإنجليزية: Kenoma)‏ هي إحدى المجتمعات الفردية (غير مصنفة) في ولاية ميزوري في الولايات المتحدة الأمريكية.

## تاريخ
تأسس المجتمع سنة 1880. أصل كلمة «كينوما» غامض.تم إنشاء مكتب بريد باسم «كينوما» سنة 1881، وقد عمل حتى سنة 1980.